# Riccardo De Caroli
Riccardo De Caroli (Altare, 27 maggio 1878 – Occupazione di El-Mergèb, 27 febbraio 1912) è stato un militare italiano, decorato di medaglia d'oro al valor militare alla memoria nel corso della guerra italo-turca.

## Biografia
Nacque ad Altare di Savona il 27 maggio 1878, figlio di Antonio e di Angela Valle. Dopo aver frequentato le scuole a Mondovì si arruolò nel Regio Esercito, iniziando a frequentare la Regia Accademia Militare di Artiglieria e Genio di Torino, da cui uscì con il grado di sottotenente il 6 gennaio 1898, assegnato all’arma di artiglieria. Due anni dopo, il 27 maggio 1900, ottenne la promozione a tenente, assegnato alla 6ª Brigata dell’artiglieria costiera, e passando poi al 2º Reggimento artiglieria da fortezza di Gaeta, e quindi al 1º Reggimento artiglieria da montagna. Promosso capitano nel giugno 1911, assunse il comando della 5ª Batteria, e con essa partì per la Libia il 4 novembre dello stesso anno.
Prese subito parte alla difesa della piazzaforte di Tripoli il 26 novembre,  e il 4 dicembre successivo si distinse durante il combattimento di Ain Zara, dirigendo brillantemente i suoi cannoni sia nel fermare gli attacchi avversari, che nel tiro di controbatteria. Prese poi parte alla difesa di Homs.
All’alba del 27 febbraio 1912 le truppe italiane, suddivise in tre colonne, uscirono dalle trincee di Homs per marciare verso le colline del Mergheb,  considerate importanti per la difesa delle posizioni italiane. La sua batteria era stata assegnata alla colonna centrale, e durante il successivo combattimento, mentre dirigeva il tiro in prima linea, un colpo di fucile lo ferì gravemente all’addome. Trasportato in condizioni critiche al più vicino posto di medicazione, si spense poco tempo dopo. Per onorarne la memoria gli fu concessa la Medaglia d'oro al valor militare.

### Fonti
1. 1 2 3 4 5 6  Bianchi, Cattaneo 2011, p. 88.
2. 1 2 3 4 5  Combattenti Liberazione.
3. 1 2 3 4 5  Bianchi, Cattaneo 2011, p. 89.
4. ↑  Bollettino Ufficiale 1912, pag. 1022.